# くるり
くるり（英語: Quruli）は、日本のロックバンド。所属レーベルはNOISE McCARTNEY RECORDS、所属事務所はNOISE McCARTNEY。京都府出身。1996年に立命館大学の音楽サークル「ロックコミューン」に所属していた岸田繁、佐藤征史、森信行の3人で結成。1998年にシングル『東京』をリリースし、メジャーデビュー。

## メンバー

### 現メンバー
岸田繁（きしだ しげる、1976年4月27日（49歳） - ）
ボーカル、ギター。京都府京都市北区出身。立命館大学産業社会学部卒業。血液型:O型。オリジナルメンバー。
佐藤征史（さとう まさし、1977年2月1日（48歳） - ）
ベース、コーラス、ボーカル。京都府亀岡市出身。立命館大学法学部卒業。血液型:O型。オリジナルメンバー。

### 元メンバー
森信行（もり のぶゆき、1975年6月20日 - ）
ドラム。兵庫県猪名川町出身。立命館大学産業社会学部卒業。血液型:B型。1996年 - 2002年在籍。オリジナルメンバー。
大村達身（おおむら たっしん、1975年12月17日 - ）
ギター。兵庫県稲美町出身。立命館大学文学部日本文学科中退。ロックコミューンの先輩。血液型:O型。2001年9月 - 2006年12月在籍。
クリストファー・マグワイア（Christopher McGuire、1975年11月28日 - ）
ドラム。アメリカ合衆国ミネソタ州ミネアポリス出身。2003年11月 - 2004年10月在籍。
田中佑司（たなか ゆうじ、1980年10月28日 - ）
ドラム、パーカッション。山梨県甲府市出身。甲府第一高校、武蔵野音楽大学 打楽器専攻卒業。2015年、かねてよりキーボーディストとしてサポートしていたbonobosに正式メンバーとして加入。2011年6月 - 12月在籍。
吉田省念（よしだ しょうねん、1980年3月14日（45歳） - ）
ギター、コーラス、ボーカル、チェロ。京都府京都市山科区出身。血液型：A型。父親は現代美術作家のヨシダミノル。「吉田省念と三日月スープ」のリーダーとしても活動中。2011年加入。2013年4月29日の京都で行ったライブイベント「WHOLE LOVE KYOTO」の出演を最後に、くるりを脱退。2011年6月 - 2013年5月在籍。
ファンファン（1985年2月13日（40歳） - ）
トランペット、コーラス、ボーカル、キーボード。京都府舞鶴市出身。血液型:O型。同志社女子大学卒業。同志社大学バンドサークルLOVE&FREE出身。2011年加入。2015年4月から2017年7月まで産休のためライブ活動休止。2021年3月5日に脱退を発表。

#### 元メンバーとの再共演
プライベートでは2006年に森信行の結婚式で再共演。
2010年の『京都音楽博覧会2010』では、「くるり ザ・セッション」と題して元メンバーの森信行、大村達身と再共演、当時の楽曲を披露している。なお、クリストファー・マグワイアは2010年当時活動拠点を日本に置いておらず、共演が叶わなかった。
特にオリジナルメンバーである森信行とはその後もライブやテレビ出演などで度々共演しており、2016年から2017年にかけての20周年記念企画では多くの共演が実現。全公演帯同した記念ツアー「チミの名は。」では2016年当時のサポートメンバーとの新旧共演も見られた。

また、2023年2月28日には京都・拾得の50周年企画にて岸田・佐藤・森のオリジナルメンバーによるライブが敢行。さらに、同年10月4日に発売の14thアルバム「感覚は道標」はオリジナルメンバー3名による制作となり、そのレコーディングの様子を収めた映像が「くるりのえいが」として10月13日に全国公開、完成披露上映会では３人が舞台挨拶で登壇した。

### サポートメンバー
2010年代後半からは、正規メンバーに松本大樹（Gt）及び野崎泰弘（Key）の2名、そしてあらきゆうこ、石若駿、クリフ・アーモンド（いずれもDr）のいずれか1名を加えた6人（ファンファン脱退以降は5人）編成が中心となっている。
しかし、楽曲やライブによって様々な編成を披露するのが同バンドの特徴のひとつであり、これまでには以下のメンバーがバンドに参加している。

辻村豪文 - ギター
キセルのメンバー。くるりとは大学の同級生である。
2000年3 - 4月「アルバム『図鑑』発売記念ツアー（全12公演）」- 2000年8月2日「Welcome to your spirits」於CLUB Queほかサポート。
臺太郎（だい たろう） - ドラムス、パーカッション
SHINDOのメンバー。
2002年8月3日『FACTORY』（フジテレビ）出演時サポート。2004年6月15日名古屋クラブダイアモンドホール 〜2005年1月10日「HEAL NIIGATA 中越地震ミュージック・ベネフィット」於横浜BLITZ。シングル「BIRTHDAY」サポート。また、岸田繁・佐藤征史と共にSINGER SONGERに参加している。全国ツアー「安心しろ、秘孔ははずしてある」ではパーカッションとして参加。
あらきゆうこ - ドラムス
smorgasのドラマー。
2002年「百鬼夜行2002」サポート。アルバム『図鑑』、シングル「HOW TO GO」、「ハイウェイ」、『ジョゼと虎と魚たち』オリジナルサウンドトラック、2007年12月2日「みやこ音楽祭」、12月6日「TAKUTAKU DE KUTAKUTA」、12月11日、12月12日「くるりふれあいコンサート ファイナル」、12月29日「COUNTDOWN JAPAN 07/08」、12月31日「COUNTDOWN JAPAN 07/08 WEST」サポート。2012年には『坩堝の電圧』のレコーディングにサポートドラマーとして全面参加、2012年以降現在まで多くのライブでもサポート。
アヒト・イナザワ - ドラムス
NUMBER GIRLのメンバー（当時）。
2003年1月26日「MANIC STREET PREACHERS/東京ベイNKホール公演」（オープニングアクト/くるり）サポート。
堀江博久 - キーボード、ギター
NEIL&IRAIZAのメンバー。
2004年6月15日名古屋クラブダイアモンドホール〜2006年10月9日「ボロフェスタ」於京都大学西部講堂&講堂前広場（2006年夏フェスは一部でサポート）、シングル「BIRTHDAY」「Superstar」「Juice」、アルバム『NIKKI』サポート。岸田繁とThe かまどうま／エレクトリック・カマドウマというユニットも組む。また、岸田繁・佐藤征史と共にSINGER SONGERに参加。
クリフ・アーモンド (Cliff Almond) - ドラムス
2005年7月20日LIQUIDROOM 1st ANNIVERSARY liquid surprise 01day SP「廿日ゑびす」於LIQUIDROOM 〜2006年10月9日「ボロフェスタ」於京都大学西部講堂&講堂前広場（2005年8月20日の「RISING SUN ROCK FESTIVAL」を除く）。シングル「Superstar」、アルバム『NIKKI』サポート。コンセプトライブシリーズ「NOW AND THEN」サポート。
沼澤尚 - ドラムス
2005年8月20日「RISING SUN ROCK FESTIVAL」。シングル「Baby I Love You」、アルバム『NIKKI』サポート。
菊地悠也 - ドラムス
愛称は「ニャッキー」。
2006年「みやこ音楽祭」〜2007年ツアー「ふれあいコンサート」まで参加。シングル「JUBILEE」「言葉はさんかく こころは四角」、アルバム『ワルツを踊れ Tanz Walzer』サポート。
カーウィン・エリス(Carwyn Ellis) -ギター、バンジョー、キーボード、ブズーキ、ピアノ
コロラマ、エドウィン・コリンズ、プリテンダーズのメンバー。
2007年、全国 ホールツアー「ふれあいコンサート」、Zepp Tokyo [EX-PRESS ver.0]、「FORMOZ FESTIVAL 2007」、沖縄ライブ「やんばるモーツァルト」に、サポート・マルチ・インストゥルメンタリストとして参加。バンジョー、ギター、キーボード、ブズーキなどを担当する。2007年の「京都音楽博覧会（京都音博）」ではグランド・ピアノを演奏した。2005年、アルバム『NIKKI』、そして、2014年、アルバム『THE PIER』のレコーディングにも参加する。
堀川裕之（BOBO） - ドラムス、パーカッション
54-71のメンバー。
2008年5月のファンクラブイベント以降、同月スタートの対バンツアー、アルバム『魂のゆくえ』、翌年の『言葉にならない、笑顔を見せてくれよ』のレコーディングにサポート・ドラマーとして全面参加。2007年「京都音博」にてパーカッションとして参加。それ以前にもRIP SLYMEとのコラボレーションシングル「Juice」。2012年8月4日「ROCK IN JAPAN FESTIVAL.2012」サポート、2012年以降のライブでもサポート。2014年には、アルバム『THE PIER』のレコーディングに参加。
ザ・サスペンダーズ - バックグラウンドボーカル
渕上祥人（テノール）、遠藤由美（ソプラノ）、岡崎昌幸（バリトン&アコーディオン）からなるコーラス隊。2007年くるり全国 ホールツアー「ふれあいコンサート」、12月11日、12日「くるりふれあいコンサート ファイナル」に3人で参加。12月29日「COUNTDOWN 07/08 JAPAN」、12月31日「COUNTDOWN JAPAN 07/08 WEST」には渕上と遠藤の2人が参加。
藤井一彦 - ギター
ザ・グルーヴァーズのメンバー。
2007年12月2日「みやこ音楽祭」、12月6日「TAKUTAKU DE KUTAKUTA」、12月29日「COUNTDOWN 07/08 JAPAN」、12月31日「COUNTDOWN JAPAN 07/08 WEST」サポート。
三柴理 - ピアノ
筋肉少女帯の元メンバー。
2008年5月のファンクラブイベントから「京都音博」までサポートメンバーとして参加していた。アルバム『魂のゆくえ』の一部のレコーディングにも参加している。
内橋和久 - ギター
2008年7月から「'08京都音博」までサポート。シングル「三日月」「愉快なピーナッツ」のレコーディングにも参加。
世武裕子 - ピアノ・キーボード・ヴォーカル
くるりのレーベルからCDを出した関係から、アルバム『魂のゆくえ』のレコーディング（ニューヨークにも随行）に参加。2009年「ツアー2009 - とろみを感じる生き方〜」、「2010京都音博」などサポート。
山本幹宗 - ギター
The Cigavettesのメンバー。
2009年ツアー「敦煌（ドンファン）」の大阪、名古屋公演の際のアンコールで参加。同ツアー、武道館公演、2013年「ROCK IN JAPAN FESTIVAL」もサポート。
山内総一郎 - ギター
フジファブリックのメンバーで、フジファブリックの活動休止期間中に参加していた。
2010年「京都音博」から参加。ツアー「言葉にならしまへん、笑顔を見しとくれやしまへんやろか」、武道館での同ツアーファイナル公演もサポート。音源ではシングル「奇跡」のレコーディングに参加。
高田漣 - ペダル・スティールギター
2011年「フジロックフェスティバル」、2013年「ROCK IN JAPAN FESTIVAL」、「京都音博2013」にゲスト出演。
権藤知彦 - ユーフォニウム
anonymassのメンバー。
「COUNTDOWN JAPAN 12/13」、「京都音博2013」にゲスト出演。
鈴木正人 - キーボード
LITTLE CREATURESのメンバー。
「京都音博2013」にゲスト出演。
福田洋子（yoko） - ドラムス
te'の元メンバー。
『THE PIER』のレコーディングおよび同時期のツアーのサポート。
刄田綴色 - ドラムス
東京事変のメンバー。
シングル「ロックンロール・ハネムーン」のレコーディングに参加。なお、フジファブリックのイベント「フジフジ富士Q」においても、同バンドのサポートドラムとして参加していた彼と岸田・佐藤両名の共演歴がある。
朝倉真司 - ドラムス
ライブツアー「線」や「京都音博2018」等に参加。アルバム「ソングライン」にも参加。
松本大樹 - ギター
2014年以降、多くのライブ・音源でサポート。
野崎泰弘 - キーボード
2014年以降、多くのライブ・音源でサポート。
石若駿 - ドラムス
2018年以降、多くのライブ・音源でサポート。

## 変遷

### 第1期
1996年2月から2001年8月まで
- 岸田繁：ボーカル/ギター
- 佐藤征史：ベース/コーラス/ボーカル
- 森信行：ドラム

+
- 佐久間正英：キーボード /「さよならストレンジャー」
- 辻村豪文：ギター : ライブでサポート
- あらきゆうこ：ドラム /「図鑑」
- 根岸孝旨：ドラム /「図鑑」
- 須藤俊明：ドラム /「図鑑」
- 大村達身：ギター : ライブでサポート

自主制作「くるりの一回転」、「チアノーゼ／ベースボールゲーム」録音。
インディーズ「もしもし」、「ファンデリア」録音。
「さよならストレンジャー」、「図鑑」、「TEAM ROCK」録音。

### 第2期
2001年9月から2002年7月まで
- 岸田繁：ボーカル/ギター
- 佐藤征史：ベース/コーラス/ボーカル
- 大村達身：ギター
- 森信行：ドラム

「THE WORLD IS MINE」録音。

### 第3期
2002年7月から2003年10月、2004年11月から2006年12月まで
- 岸田繁：ボーカル/ギター
- 佐藤征史：ベース/コーラス/ボーカル
- 大村達身：ギター

+
- 臺太郎：ドラム : ライブでサポート
- あらきゆうこ：ドラム : ライブでサポート/「ジョゼと虎と魚たち」
- アヒト・イナザワ：ドラム : ライブでサポート
- 川本真太郎：ドラム : /「NIKKI」のレコーディング期に参加
- クリフ・アーモンド(Cliff Almond)：ドラム /「アンテナ」・「NIKKI」
- クリストファー・マグワイア(Christopher McGuire)：ドラム ** ライブでサポート
- 沼澤尚：ドラム : ライブでサポート/「NIKKI」
- 堀江博久：キーボード : ライブでサポート/「NIKKI」
- 菊地悠也：ドラム : ライブでサポート

オリジナルサウンドトラック「ジョゼと虎と魚たち」録音。
「アンテナ」録音。
「NIKKI」録音。

### 第4期
2003年11月から2004年10月まで
- 岸田繁：ボーカル/ギター
- 佐藤征史：ベース/コーラス/ボーカル
- 大村達身：ギター
- クリストファー・マグワイア(Christopher McGuire)：ドラム

＋
- 堀江博久：キーボード : ライブでサポート/「アンテナ」
- 臺太郎：パーカッション : ライブでサポート

「アンテナ」録音。

### 第5期
2007年1月から2011年6月、2021年3月から現在
- 岸田繁：ボーカル/ギター
- 佐藤征史：ベース/コーラス/ボーカル

+
- 菊地悠也：ドラム : ライブでサポート/「ワルツを踊れ Tanz Walzer」
- フリップ・フィリップ(Flip Philipp)：ピアノ : ストリング・アレンジ/ ホーン・アレンジ /「ワルツを踊れ Tanz Walzer」
- カーウィン・エリス(Carwyn Ellis) : キーボード、バンジョー、ギター : ライブでサポート
- ザ・サスペンダーズ：コーラス : ライブでサポート
- あらきゆうこ：ドラム : ライブでサポート
- 藤井一彦：ギター : ライブでサポート
- 佐橋佳幸：ギター : ライブでサポート
- ボボ(堀川裕之)：ドラム : ライブでサポート/「魂のゆくえ」、「言葉にならない、笑顔を見せてくれよ」、「奇跡」
- 三柴理：ピアノ : ライブでサポート/「魂のゆくえ」
- 内橋和久：ギター : ライブでサポート/「魂のゆくえ」
- 世武裕子：キーボード、ボーカル : ライブでサポート/「魂のゆくえ」
- 山本幹宗：ギター : ライブでサポート
- 山内総一郎：ギター : ライブでサポート/「奇跡」
- 田中佑司：パーカッション : ライブでサポート

「ワルツを踊れ Tanz Walzer」、「魂のゆくえ」、「言葉にならない、笑顔を見せてくれよ」録音。
オリジナルサウンドトラック「奇跡」録音。

### 第6期
2011年6月から12月まで
- 岸田繁：ボーカル/ギター
- 佐藤征史：ベース/コーラス/ボーカル
- 吉田省念：ギター/コーラス/ボーカル/チェロ
- ファンファン：トランペット/コーラス/ボーカル/キーボード
- 田中佑司：ドラム

+
- 高田漣：ペダル・スティールギター : ライブでサポート

「Wonderful Life」録音(thaw収録)。

### 第7期
2012年2月から2013年4月まで
- 岸田繁：ボーカル/ギター
- 佐藤征史：ベース/コーラス/ボーカル
- 吉田省念：ギター/コーラス/ボーカル/チェロ
- ファンファン：トランペット/コーラス/ボーカル/キーボード

+
- あらきゆうこ：ドラム : ライブでサポート/「坩堝の電圧」
- 堀江博久：キーボード :「坩堝の電圧」
- ボボ(堀川裕之)：ドラム : ライブでサポート
- 権藤知彦：ユーフォニウム : ライブでサポート

「坩堝の電圧」録音。

### 第8期
2013年5月から2021年3月まで
- 岸田繁：ボーカル/ギター
- 佐藤征史：ベース/コーラス/ボーカル
- ファンファン：トランペット/コーラス/ボーカル/キーボード

+
- あらきゆうこ：ドラム : ライブでサポート
- 堀江博久：キーボード : ライブでサポート
- 山本幹宗：ギター : ライブでサポート
- 高田漣：ペダル・スティールギター : ライブでサポート
- 鈴木正人：キーボード : ライブでサポート
- 権藤知彦：ユーフォニウム・プログラミング : ライブでサポート
- 松本大樹： ギター : ライブでサポート
- mabanua：ドラム : ライブでサポート
- クリフ・アーモンド(Cliff Almond)：ドラム : ライブでサポート
- 野崎泰弘：キーボード/ピアノ : ライブでサポート
- 加藤哉子：コーラス : ライブでサポート
- アチコ：コーラス : ライブでサポート
- 神田智子：コーラス : ライブでサポート
- UCARY & THE VALENTINE：コーラス : ライブ/レコーディングでサポート

「THE PIER」「ふたつの世界」EP「琥珀色の街、上海蟹の朝」「ソングライン」「天才の愛」録音

## 来歴・概要
立命館大学の音楽サークル「ロックコミューン」出身で同級生だった岸田繁（1999年前期、産業社会学部卒）、佐藤征史（1999年法学部卒）、森信行（1999年産業社会学部卒）の3人で結成された。バンド名の由来は結成当時の京都市営地下鉄の案内板の矢印が「くるり」となっていたことから。
「Qさん」という名称のロゴマークは同じくその矢印にインスパイアされたらしく、「アンテナ」等のジャケットを手掛けた古賀鈴鳴のデザイン。

### 結成からメジャーデビュー（1996年 - 1998年）
1995年4月、岸田繁が立命館大学に入学。大学の音楽サークルであるロックコミューンに入り森信行や大村達身と出会う。佐藤征史とは立命館高等学校の1年のときに出会い、高校時代から音楽活動を共にし、大学でも同じサークルに入る。その後、岸田と佐藤が後の「くるり」の原型となるバンドを結成。このときのメンバーは岸田と佐藤のほかにボーカリストとドラマーがいる「毒猿ペピヲ」という4人体制のバンドであった。岸田はこの頃から曲を作っていた。ほどなくしてバンドのドラマーが辞めたため森を誘う。そしてバンドのボーカリストも脱退したため岸田がボーカルをとることになり以後、スリーピースバンドとして活動してゆくことになる。当初は3人とも平行して別のバンドにも参加していた。
1996年9月にアマチュアバンドのコンテストの賞金10万円目的で正式にくるりを結成。演奏曲は「モノノケ姫」「夜行列車と烏瓜」「雫が咲いたら（『くるりの一回転』収録。ワルツ調の楽曲）」。優勝し賞金を獲得した。
1997年2月、8曲入りカセットテープ『くるりの一回転』を発売し完売。ラジオ番組にも出演する。程なくしてシュガーフィールズ・原の東京の自宅スタジオでレコーディングをする。Bad News Recordsにデモテープを送ったところ気に入られ、11月にインディーズ1stアルバムである『もしもし』を発売。
1998年1月から、ライブハウスツアー退屈退治を11月まで行う。また、5月にはインディーズ2ndアルバムである『ファンデリア』を発売。同月に行われた大阪城音楽堂でのイベント「SWEET LOVE SHOWER」のオープニングアクトや、スピッツが主催する「ロックロックこんにちは!」に出演。7月には会場を東京に移した第2回フジロック・フェスティバルを観覧。

### さよならストレンジャーから図鑑（1999年 - 2000年）
1998年10月にはビクターエンタテインメントよりデビューシングル「東京」をリリースしメジャーデビュー、同月のFM802のヘビー・ローテーションナンバーに選ばれる。11月にはFM802のイベントであるGottcha!に出演。
1999年2月、2ndシングル「虹」をリリース。3月に佐藤と森は無事大学を卒業、岸田は留年することとなった。4月には佐久間正英をプロデューサーに迎えて制作された1stアルバム『さよならストレンジャー』をリリース。5月にはワンマン全国ツアー、三日で激ヤセ 驚異のキノコパワーを敢行し全公演SOLD OUT。7月にはフジロック・フェスティバルに出演しその他の夏のイベントにも出演した。8月、岸田が前期卒業式で大学を卒業し、3rdシングル「青い空」、11月に4thシングル「街」をリリース。12月にはワンマンライブツアーもうじき平成12年を敢行した。
2000年1月、2ndアルバム『図鑑』をリリース。3月から「図鑑」発売記念ツアー世田谷線旧型車輌を残そうキャンペーンを敢行。同月には5thシングルである「春風」をリリース。8月には共に初開催のROCK IN JAPAN FESTIVAL、サマーソニックなどの夏のイベントに出演する。

### TEAM ROCK（2000年 - 2001年）
10月に6thシングル「ワンダーフォーゲル」をリリース。11月からはTHE DISMEMBERMENT PLANとのカップリングツアーである百鬼夜行を敢行。
2001年1月、SUPERCARのフルカワミキがコーラスとして参加した7thシングル「ばらの花」をリリース。2月に3rdアルバム『TEAM ROCK』をリリースした。4月から3rdアルバム発売記念ツアーTEAM PARTY 2001〜&〜TEAM PARTY 200,000,001を敢行。7月にはフジロック・フェスティバルのFIELD OF HEAVENに出演。8月にはライジング・サン・ロックフェスティバルへの出演やナンバーガールとの対バンなどを行う。しかし、上記のツアー中メンバー間に軋轢が生じたため、その打開策として外部から新たにメンバーを招聘することとなり、その人物が正式メンバーとなる大村達身であった。夏フェスにはサポート・メンバーとしてライブに参加。そして2001年9月7日、東京都現代美術館でのくるり演奏会「東京ミミック」にて正式加入が発表された。

### THE WORLD IS MINE（2001年 - 2002年）
2001年秋からくるりは初めての海外レコーディングを行う。この時、アメリカ同時多発テロ事件の影響で出発がひと月延期することとなった。
2002年2月にくるり最大のヒット曲となった「ワールズエンド・スーパーノヴァ」をリリース。3月、4thアルバムである『THE WORLD IS MINE』をリリースした。3月31日から京都磔磔を皮切りにくるりライブツアー2002 〜うんぽこどっこいしょ〜を敢行。5月にはシングル「男の子と女の子」をリリースしている。ツアー終了後の7月、ドラマーの森のバンド脱退が発表された。森の脱退後はサポートメンバーとして臺太郎を迎えて活動を継続した。9月からTHE DISMEMBERMENT PLANとアメリカ東海岸ツアーを行う。ツアー後はボストン郊外にある「ロングビュー・スタジオ」に滞在しそのとき後にメンバーとなるクリストファー・マグワイアと初めて顔を会わせている。帰国後はくるり主宰のレーベルであるNOISE McCARTNEY RECORDSを設立した。12月にはくるり主催のイベント、百鬼夜行2002を開催。矢野顕子、遠藤賢司、レイ・ハラカミらと共演し全国を回った。

### ジョゼと虎と魚たち（2003年）
2003年1月から4月までくるりは映画サウンドトラックの制作を行う。「ジョゼと虎と魚たち」と「リアリズムの宿」の2つのサントラを同時進行で制作するというもの。「ジョゼと虎と魚たち」の主題歌である「ハイウェイ」と『サウンドトラック』が同年11月に発売されている。また、「リアリズムの宿」のテーマ曲である「家出娘」はくるりのベスト盤である『ベスト オブ くるり -TOWER OF MUSIC LOVER-』にてはじめて音源化された。

### アンテナ（2003年 - 2004年）
2003年夏からはクリストファー・マグワイアをサポートドラマーに迎えてフジロック・フェスティバルのホワイトステージに出演した。9月、シングル「HOW TO GO」をリリース。11月にマグワイアの正式加入が発表された。
2004年2月、シングル「ロックンロール」をリリース。そして3月に5thアルバムである『アンテナ』をリリースした。3月30日より京都磔磔からくるりワンマンライブツアー2004〜安心しろ、秘孔ははずしてある〜をスタート。初の日本武道館公演を含むツアーとなった。7月には初のビデオクリップ集である「くるくる鮨」を、9月にはツアードキュメンタリーフィルムである「くるくる節」を発売した。10月にクリストファー・マグワイアが脱退した。再び臺太郎をサポートドラマーに迎えて学園祭ツアーを行う。12月、京都大学西部講堂にて岸田と京都大学の学生たちが第1回みやこ音楽祭を開催。

### NIKKI（2005年 - 2006年）
2005年2月、14thシングル「BIRTHDAY」をリリース。7月、夏のフェスティバルに出演。8月に15thシングル「Superstar」、9月に16thシングル「赤い電車」、10月に17thシングル「Baby I Love You」と3ヶ月連続でシングルのリリースが行なわれた。9月29日からはサポートメンバーにクリフ・アーモンドと堀江博久を迎えて、初の大阪城ホール公演を含むくるりワンマンライブツアー2005 〜はぐれメタル純情派〜を開催。11月には6thアルバム『NIKKI』をリリースし、12月31日にはCOUNTDOWN JAPANに出演。最大規模のEARTH STAGEにおいて年越しライブを担当した。
2006年1月には追加スケジュールであるくるりワンマンライブツアー2006 〜はぐれメタル魔神斬り〜を日本武道館公演を皮切り開催。1月31日まで続いた。

### ベスト オブ くるり（2006年）
7月、シングル「Juice」をリリース。同じく7月からくるり対バンツアー2006 〜毎日が地蔵盆〜をスタート。テルスターやLucky Lips、チャットモンチー、Good Dog Happy Menなどと共演する。そして7月26日にくるり初のベスト盤となる『ベスト オブ くるり -TOWER OF MUSIC LOVER-』をリリースした。8月には6年ぶりのサマーソニックをはじめとする夏のフェスティバルに出演。9月からは全国のZeppを回ったくるりワンマンライブツアー 2006 〜まZEPPご飯！〜を敢行した。11月にはコンピレーションアルバム『みやこ音楽／V.A.』をNOISE McCARTNEY RECORDSよりリリース。くるりは「五月の海」という曲を提供している。このころからサポートドラマーとして菊地悠也が参加している。12月末にCOUNTDOWN JAPAN 06/07に出演。このライブを最後にギタリストである大村が脱退した。

### ワルツを踊れ Tanz Walzer （2007年）
2007年5月30日、18thシングル「JUBILEE」をリリース。6月27日、7thアルバム『ワルツを踊れ Tanz Walzer』をリリース。7月15日から戸田市文化会館を皮切りにくるり史上初となるホールツアー、くるり ホールツアー2007「ふれあいコンサート」を行った。7月末には台湾の野外フェスティバルに出演。8月末には沖縄公演を行っている。9月23日、くるり主催の京都野外フェスティバルである京都音楽博覧会を開催。12月6日に京都の磔磔でワンマンライブ「TAKUTAKU DE KUTAKUTA」を開催。12月11日、12日にはパシフィコ横浜で「ふれあいコンサートファイナル」を行った。12月29日にはCOUNTDOWN JAPAN EASTに、12月31日にはCOUNTDOWN JAPAN WESTに出演。

### Philharmonic or die （2008年）
2008年2月、昨年の磔磔とパシフィコ横浜での公演を収録したくるり初のライブベストアルバム『Philharmonic or die』をリリース。　3月、ラジオ番組の収録で浜松海の星高等学校の〈卒業生を送る会〉に参加。同校の吹奏楽部とともに「ブレーメン」を披露した。5月、パシフィコ横浜公演を収録したライブDVD「横濱ウィンナー」をリリース。夏には各地のロックフェスティバルに出演、そして対バンZEPPツアーデラぜっぴんを行う。9月6日に京都音楽博覧会を開催。それに合わせて9月3日にもシングル「さよならリグレット」をリリース。また、12月6日・7日にはみやこ音楽祭に出演した。10月にはメジャーデビュー10周年を迎え、12月17日よりこれを記念してアルバムおよび映像作品（一部を除く）の廉価版が期間限定で発売される。

### 魂のゆくえ（2009年）
2009年2月18日にシングル「三日月」をリリース。6月6日からワンマンツアー敦煌-ドンファン-を実施、6月10日にはアルバム魂のゆくえをリリースする。10月21日には奥田民生、松任谷由実、矢野顕子ら全16アーティストが参加する初のトリビュートアルバム、「くるり鶏びゅ〜と」をリリース。同時にワンマンツアーくるりワンマンツアー2009〜とろみを感じる生き方〜を実施。さらに、12月25日には松任谷由実とのGAP 40th ANNIVERSARY キャンペーンコラボレーションソング『シャツを洗えば』をリリース。

### 言葉にならない、笑顔を見せてくれよ（2010年）
2010年、くるり初のカップリング・コンプリート・ベスト『僕の住んでいた街』が5月26日に、そして初の歌詞集となる『くるり詩集』が5月21日にリリースされた。5月31日よりホールツアー「くるりライブ興行2010〜地獄の団体戦〜」を実施。7月2日には完成したアルバム『言葉にならない、笑顔を見せてくれよ』から計6曲を“超”先行試聴するイベントが開かれ、ウェブサイト「ナタリー」のUstreamでこの模様が生中継された。7月28日には初の両A面シングルとなる「魔法のじゅうたん/シャツを洗えば（ヴァージョン2）」をリリースした。9月8日、新作『言葉にならない、笑顔を見せてくれよ』を発売。

### ベスト・オブ・くるり2（2011年）
2011年、昨年より実施されていたワンマンツアーくるり ニューアルバム発売記念ツアー〜言葉にならしまへん、笑顔を見しとくれやしまへんやろか〜が引き続き実施され、ツアーファイナルの3月7日には4度目となる武道館公演が行われた。また、春には岸田が初めてソロ名義で劇中音楽を担当し、主題歌もくるりとして提供した映画『まほろ駅前多田便利軒』、劇中音楽に加えて挿入歌を含め2曲を提供した映画『奇跡』が公開。そのうち『奇跡』の主題歌「奇跡」を、ワンコインシングル『奇跡』として2011年6月1日にリリース。また6月29日、ベストアルバム『ベスト オブ くるり -TOWER OF MUSIC LOVER 2-』をリリース。同日、新たにギタリストの吉田省念、トランペット奏者のファンファン、ドラマーの田中佑司のバンド正式加入が発表された。チケットの先行予約特典のスペシャルチケットに吉田戦車によるイラストが使用されている。11月20日に高松琴平電気鉄道の仏生山工場でスペシャルライブを行った。また、11月7日から12月8日まで、新体制になってから初めてのツアーくるりワンマンライブツアー2011～湯気湯気帝国～が実施された。12月28日、田中が脱退を発表。

### 坩堝の電圧（2012年）
2012年、5月28日から行われたくるりワンマンライブツアー2012～Clear Water Japones～を開始。8月1日、先行シングル『everybody feels the same』をリリース。その前日には、実に2004年以来となるフリーライブ「QURULI FREE LIVE at YOYOGI 2012～everybody feels the same～」が開催された。19曲入りのニューアルバム『坩堝の電圧』を9月19日に発売。また11月1日からは、くるりワンマンライブツアー2012～国民の性欲が第一～も実施された。

### THE PIER（2013年 - 2014年）
2013年4月末のライブを最後に、吉田省念がバンドを離脱。5月より、日本全都道府県を回るツアー「DISCOVERY Q」シリーズを四国よりスタートした。6月26日には3人体制による初のレコーディングとなった配信限定シングル「ロックンロール・ハネムーン」をリリース。1月に配信限定シングルとしてリリースしていた『Remember me』を26枚目のシングルとして10月23日に発売した。12月18日、初となるクリスマスシングル『最後のメリークリスマス』を発表。
2014年6月、ファンクラブ「純情息子」の運営をウェブサービス「note」に全面移行。「note」内で、最初期のデモテープである『くるりの一回転』のダウンロード販売を開始した。7月20日、NHKBSプレミアムで放映された『THE RECORDING』に出演。そして9月17日、ニューアルバム『THE PIER』をリリース。11月より、「「THE PIER」リリース記念・くるりワンマンライブツアー2014「金の玉、ふたつ」」を開催する。12月には、『THE PIER』からのリカット・シングル『There is (always light)/Liberty & GravitySpecial Edition』とコンピレーションアルバム『くるりとチオビタ』を発売した。

### くるりの20回転（2015年 - 2017年）
2015年4月1日より、ファンファンが産休のためライブ活動から一時離脱。同月より、2016年のくるり20周年に向けた、過去のアルバムの再現ライブを行う「NOW AND THEN」シリーズがスタート。9月16日、テレビアニメ『境界のRINNE』のテーマソングとして書き下ろされた「ふたつの世界」をシングルとしてリリース。シングルの初回盤には、「NOW AND THEN」ツアー第一弾（『さよならストレンジャー』、『図鑑』）の模様を収めたライブアルバムが付属する。
10月16日、ファンファンが第1子の男児を出産。
2016年7月6日、メジャーとしては初のEP「琥珀色の街、上海蟹の朝」をリリース。
9月14日、オールタイムベスト『くるりの20回転』を発表した。
2017年2月15日より、『くるりの20回転』リリース記念ツアー「チミの名は。」を敢行。
7月には、フジロック・フェスティバルに出演し、その他の夏のイベントにも出演した。また、2015年から産休のためライブ活動から離脱していたファンファンが、この時から本格的に活動復帰した。
9月20日、2月28日に行われたZepp diversity公演を完全収録した ライブDVD 『くるくる横丁』を発売。また、30th single 『How Can l Do？』が、同DVD に付属された。9月23日、11回目となる京都音楽博覧会を開催。

### ソングライン・thaw (2018年 - 2020年 )
2018年2月21日、10000枚限定の通算31作目のシングル『その線は水平線』をリリース。2月23日から、1年ぶりの全国ツアー「くるりライブツアー2018『線』」を敢行。3月21日、初回限定生産の7インチ・アナログ『春を待つ』をリリース。6月27日、カセットシングル『だいじなこと/忘れないように』をリリース。9月19日、12th album『ソングライン』をリリース。9月23日、12回目となる京都音楽博覧会を開催。10月8日〜9日、くるりワンマンライブ2018を中野サンプラザで開催した。
2019年4月、「リラックマとカオルさん」の主題歌として「SAMPO」を発表。年5月から『songline』リリースツアー「列島 Zeppェリン」を4カ所のZeppで開催。6月からは地方を周るライブハウスツアー｢列島ウォ～リャ～Ｚ｣を開催。この模様はライブ映像集『列島ライブ 2019』にまとめられ、9月18日にリリースされた。
2020年、「くるりライブツアー[特Q]」の開催、そして最終公演では2002年の「うんぽこどっこいしょ」以来18年ぶりの日比谷野外音楽堂公演が予定されていたが、2019新型コロナウイルス蔓延の影響でいずれも中止に。急遽、1997年の結成当時から現在までの未発表曲をまとめたニューアルバム『thaw』のリリースを決定・発表した（配信は4月15日、CDは5月27日に発売された）。 7月には、期間限定でドキュメント映像「[特Q]ツアー リハーサルの記録」の配信をスタートし、またスペースシャワーネットワークが立ち上げる無観客配信オンライン・ライブハウス「LIVEWIRE」に出演した。9月20日には京都音楽博覧会2020をオンライン配信した。

### 天才の愛 (2020年 - )
2020年11月11日に配信限定シングル「益荒男さん」、また同月20日に「大阪万博」を発表した。12月25日、CDシングル「コトコトことでん/赤い電車(ver.追憶の赤い電車)」をリリース。
2021年、3月5日にファンファンが同日をもって脱退することが発表された。4月28日、13枚目となるオリジナルアルバム『天才の愛』を発売。6月2日より、「くるりライブツアー2021」を全国4ヵ所のZeppで開催した。10月2日、京都音楽博覧会2021を昨年に引き続きオンライン配信で開催。岸田と佐藤の母校である立命館大学から配信を行った。

### くるりの25回転・愛の太陽（2022年)
2022年、結成25周年公園『くるりの25回転』を1月23日に大阪、2月11日に東京で開催。7月13日から『くるりライブツアー2022』を敢行。全国8箇所で10公演を開催した。8月10日、佐賀県江北町70周年記念楽曲として書き下ろした新曲「宝探し」が配信リリース。8月25日よりNetflixにて配信されるシリーズ『リラックマと遊園地』の主題歌として「ポケットの中」を書き下ろした。9月16日、新曲「八月は僕の名前」を配信リリース。10月9日、京都音楽博覧会2022を開催。3年振りの梅小路公演での有観客開催となった。さらに同日、同公演開催記念シングル『真夏日』をリリース。
2023年、前年にリリースされていた「宝探し」「ポケットの中」「真夏日」を含む6曲が収録されたEP『愛の太陽 EP』を3月1日にリリース。

### くるりのえいが・感覚は道標（2023年)
2023年、10月4日に14枚目となるオリジナルアルバム『感覚は道標』を発売。
同年10月13日、アルバム制作現場に密着したくるり初のドキュメンタリー映画『くるりのえいが』が公開。くるりがサウンドトラックを手掛けてきた映画の主演を務めていた役者であり、岸田と交友のある永山瑛太や妻夫木聡から映画への推薦コメントが寄稿されている。

## ディスコグラフィ

### 自主制作
|     | タイトル                       | 発売日              | 収録曲 | 備考                                                   |
| --- | ------------------------------ | ------------------- | --- | ------------------------------------------------------ |
| 1st | くるりの一回転                 | 1997年2月 第1期     | Side A 1.イントロ Intro 2.夜行列車と烏瓜 Midnight-train & Snake Gourd 3.雫が咲いたら If That Drop Blooms 5.虹 Rainbows Side B 1.くるりの一回転 Rotations 2.オールドタイマー My Old Timer 3.家族の肖像 Family's Portraits 4.エレジー Elegy | くるりとして初めて出された音源。デモ音源カセットテープ |
| 2nd | チアノーゼ／ベースボールゲーム | 1997年8月30日 第1期 | Side A 1.チアノーゼ Side B 1.ベースボールゲーム | デモ音源カセットテープ/￥200                           |

### インディーズ
1. もしもし（1997年11月21日　第1期 1,000枚限定デモCD（完売/廃盤）。発売元：Bad News Records/規格品番：BN-102）
2. ファンデリア（1998年5月15日　第1期　発売元：Bad News Records/規格品番：BN-103）

### メジャー

#### シングル
|        | タイトル                                                | 発売日                      | オリコン | 規格品番                                               | 収録アルバム                                        |
| ------ | ------------------------------------------------------- | --------------------------- | -------- | ------------------------------------------------------ | --------------------------------------------------- |
| 1st    | 東京                                                    | 1998年10月21日 第1期        | 64位     | VICL-35032                                             | さよならストレンジャー                              |
| 2nd    | 虹                                                      | 1999年02月24日 第1期        | 56位     | VICL-35045                                             | さよならストレンジャー                              |
| 3rd    | 青い空                                                  | 1999年08月25日 第1期        | 45位     | VICL-35075                                             | 図鑑                                                |
| 4th    | 街                                                      | 1999年11月20日 第1期        | 59位     | VICL-35097                                             | 図鑑                                                |
| 5th    | 春風                                                    | 2000年04月05日 第1期        | 29位     | VICL-35115                                             | ベスト オブ くるり / TOWER OF MUSIC LOVER           |
| 6th    | ワンダーフォーゲル                                      | 2000年10月18日 第1期        | 20位     | VICL-35183 (限)VICL-35183A                             | TEAM ROCK                                           |
| 7th    | ばらの花                                                | 2001年01月24日 第1期        | 20位     | VICL-35225                                             | TEAM ROCK                                           |
| 8th    | リバー                                                  | 2001年05月17日 第1期        | 37位     | VICL-35267                                             | TEAM ROCK                                           |
| 9th    | ワールズエンド・スーパーノヴァ                          | 2002年02月20日 第2期        | 13位     | VICL-35354                                             | THE WORLD IS MINE                                   |
| 10th   | 男の子と女の子                                          | 2002年05月09日 第2期        | 22位     | VICL-35393                                             | THE WORLD IS MINE                                   |
| 11th   | HOW TO GO                                               | 2003年09月17日 第3期        | 7位      | VICL-35569                                             | アンテナ                                            |
| 12th   | ハイウェイ                                              | 2003年11月05日 第3期        | 19位     | VICL-35580                                             | オリジナル・サウンドトラック 『ジョゼと虎と魚たち』 |
| 13th   | ロックンロール                                          | 2004年02月11日 第3期〜第4期 | 5位      | VICL-35607 (限)VICL-35607A                             | アンテナ                                            |
| 14th   | BIRTHDAY                                                | 2005年02月23日 第3期        | 10位     | VICL-35789 (限)VICL-35788                              | NIKKI                                               |
| 15th   | Superstar                                               | 2005年08月24日 第3期        | 11位     | VICL-35863                                             | NIKKI                                               |
| 16th   | 赤い電車                                                | 2005年09月22日 第3期        | 14位     | VICL-35884 (限)NCS-458                                 | NIKKI                                               |
| 17th   | Baby I Love You                                         | 2005年10月26日 第3期        | 4位      | VICL-35895 (限)VIZL-150                                | NIKKI                                               |
| コラボ | Juice                                                   | 2006年7月5日 第3期          | 5位      | VICL-36079                                             | くるりの20回転                                      |
| 18th   | JUBILEE                                                 | 2007年05月30日 第5期        | 10位     | VICL-36281                                             | ワルツを踊れ Tanz Walzer                            |
| 19th   | 言葉はさんかく こころは四角                             | 2007年07月25日 第5期        | 14位     | VICL-36314 (限)VIZL-248                                | ワルツを踊れ Tanz Walzer                            |
| 20th   | さよならリグレット                                      | 2008年09月03日 第5期        | 8位      | VICL-36455                                             | 魂のゆくえ                                          |
| 21st   | 三日月                                                  | 2009年02月18日 第5期        | 11位     | VICL-36489                                             | 魂のゆくえ                                          |
| 22nd   | 愉快なピーナッツ                                        | 2009年04月29日 第5期        | 17位     | VICL-36496                                             | 魂のゆくえ                                          |
| コラボ | シャツを洗えば                                          | 2009年12月25日              |          | BN-185                                                 | 言葉にならない、笑顔を見せてくれよ                  |
| 23rd   | 魔法のじゅうたん／ シャツを洗えば（ヴァージョン2）      | 2010年07月28日 第5期        | 20位     | VICL-36599 (限)VIZL-392                                | 言葉にならない、笑顔を見せてくれよ                  |
| 24th   | 奇跡                                                    | 2011年06月01日 第5期        | 12位     | VICL-36647                                             | ベスト オブ くるり -TOWER OF MUSIC LOVER 2-         |
| 25th   | everybody feels the same                                | 2012年08月01日 第7期        | 10位     | VICL-36712 (限)VIZL-480                                | 坩堝の電圧                                          |
| 26th   | Remember me                                             | 2013年10月23日 第8期        | 10位     | VICL-36840 (限)VIZL-595                                | THE PIER                                            |
| 27th   | 最後のメリークリスマス                                  | 2013年12月18日 第8期        | 15位     | (限)VIZL-622                                           | THE PIER                                            |
| 28th   | There is (always light)/Liberty&Gravity Special Edition | 2014年12月17日 第8期        | 50位     | VICL-37008 (限)VIZL-764                                | THE PIER                                            |
| 29th   | ふたつの世界                                            | 2015年9月16日 第8期         | 13位     | VICL-37101 (限)VIZL-878                                | くるりの20回転                                      |
| (30th) | How Can I Do?                                           | 2017年9月20日 第8期         | -        | (Blu-ray/DVD「くるくる横丁」封入シングル)              | ソングライン                                        |
| 31st   | その線は水平線                                          | 2018年2月21日 第8期         | 17位     | VICL-37359 （1万枚限定シングル）                       | ソングライン                                        |
| 32nd   | だいじなこと／忘れないように                            | 2018年6月27日 第8期         | 32位     | VISL-37404 （カセットテープ／ 初回生産分限定シングル） | ソングライン                                        |
| 33rd   | コトコトことでん／ 赤い電車（ver.追憶の赤い電車）       | 2020年12月25日 第8期        | 30位     | VICL-37579 （限）VICL-37578                            | 天才の愛／未収録                                    |

#### 配信限定シングル
| 発売日         | タイトル                                        | 備考                                                           |
| -------------- | ----------------------------------------------- | -------------------------------------------------------------- |
| 2012年5月30日  | my sunrise                                      |                                                                |
| 2013年1月16日  | Remember me                                     | 第7期、NHK『ファミリーヒストリー』エンディングテーマ曲         |
| 2013年6月26日  | ロックンロール・ハネムーン                      | 第8期、大鵬薬品工業「チオビタドリンク」CMソング                |
| 2014年3月26日  | ロックンロール・ハネムーン tofubeats remix      |                                                                |
| 2016年2月3日   | かんがえがあるカンガルー                        |                                                                |
| 2017年9月20日  | 特別な日                                        |                                                                |
| 2020年11月11日 | 益荒男さん                                      |                                                                |
| 2020年11月20日 | 大阪万博                                        |                                                                |
| 2021年3月31日  | プラプラプラレール                              |                                                                |
| 2021年6月2日   | grito latino (feat. Tomi Lebrero & Loli Molina) |                                                                |
| 2021年6月2日   | Humano (feat. Antonio Loureiro)                 |                                                                |
| 2022年8月10日  | 宝探し                                          | 佐賀県江北町の町制施行70周年記念楽曲                           |
| 2022年9月16日  | 八月は僕の名前                                  | Amazon Originalドラマ『モアザンワーズ／More Than Words』主題歌 |
| 2022年10月9日  | 真夏日                                          | 京都音楽博覧会2022開催記念シングル                             |
| 2023年6月28日  | In Your Life                                    |                                                                |
| 2023年8月9日   | California coconuts                             |                                                                |

#### アルバム

##### オリジナル・アルバム
|      | タイトル                           | 発売日                     | 順位 | 規格品番                                                        |
| ---- | ---------------------------------- | -------------------------- | ---- | --------------------------------------------------------------- |
| 1st  | さよならストレンジャー             | 1999年04月21日 第1期       | 16位 | VICL-60365 VICL-61760(再)                                       |
| 2nd  | 図鑑                               | 2000年01月21日 第1期       | 20位 | VICL-60530 VICL-61761(再)                                       |
| 3rd  | TEAM ROCK                          | 2001年02月21日 第1期       | 8位  | VICL-60696 VICL-61762(再)                                       |
| 4th  | THE WORLD IS MINE                  | 2002年03月20日 第2期       | 5位  | VICL-60854 VICL-61763(再)                                       |
| 5th  | アンテナ                           | 2004年03月10日 第3期/第4期 | 3位  | VICL-61306 VICL-61764(再)                                       |
| 6th  | NIKKI                              | 2005年11月23日 第3期       | 3位  | VICL-61770 VICL-63197(再) VIZL-156(限)                          |
| 7th  | ワルツを踊れ Tanz Walzer           | 2007年06月27日 第5期       | 3位  | VICL-62510 VICL-63198(再) VICL-62410(限)                        |
| 8th  | 魂のゆくえ                         | 2009年06月10日 第5期       | 5位  | VICL-63341 VICL-63340(限)                                       |
| 9th  | 言葉にならない、笑顔を見せてくれよ | 2010年09月08日 第5期       | 4位  | VICL-63550 VIZL-370(限)                                         |
| 10th | 坩堝の電圧                         | 2012年09月19日 第7期       | 5位  | VICL-63879 VIZL-494(限A) VIZL-495(限B)                          |
| 11th | THE PIER                           | 2014年09月17日 第8期       | 4位  | VICL-64167 VIZL-719(限)                                         |
| 12th | ソングライン                       | 2018年09月19日 第8期       | 5位  | VICL-64910 VIZL-1432(限A) VIZL-1433(限B) VIJL-60190/1(アナログ) |
| 13th | 天才の愛                           | 2021年 4月28日 第8期       | 7位  | VICL-65471 VIZL-1893(限A) VIZL-1894(限B)                        |
| 14th | 感覚は道標                         | 2023年10月4日 第-期        | -    | VICL-65873 VIZL-2226(限)                                        |

#### EP
|        | タイトル               | 発売日             | 順位      | 規格品番   | 規格品番            |
| 通常盤 | タイトル               | 発売日             | 順位      | 限定盤     |                     |
| ------ | ---------------------- | ------------------ | --------- | ---------- | ------------------- |
| 1st    | 琥珀色の街、上海蟹の朝 | 2016年7月6日 第8期 | 7位       | VICL-64601 | VIZL-974            |
| 2nd    | 愛の太陽 EP            | 2023年3月1日 第-期 | 16位 89位 | VICL-65783 | VIZL-2156 VIZL-2157 |

##### ライブ・アルバム
| タイトル            | 発売日              | 順位 | 規格品番   | 規格品番   |
| タイトル            | 発売日              | 順位 | 通常盤     | 限定盤     |
| ------------------- | ------------------- | ---- | ---------- | ---------- |
| Philharmonic or die | 2008年2月20日 第5期 | 9位  | VICL-62752 | VICL-62751 |

##### コンピレーション・アルバム
| タイトル                                    | 発売日                                  | 順位 | 規格品番     | 規格品番     |
| タイトル                                    | 発売日                                  | 順位 | 通常盤       | 限定盤       |
| ------------------------------------------- | --------------------------------------- | ---- | ------------ | ------------ |
| ベスト オブ くるり / TOWER OF MUSIC LOVER   | 2006年7月26日 第1期〜第4期              | 3位  | VICL-61985/6 | VIZL-195     |
| 僕の住んでいた街                            | 2010年5月26日 第1期〜第5期              | 1位  | VICL-63630/1 | VICL-63632/3 |
| ベスト オブ くるり / TOWER OF MUSIC LOVER 2 | 2011年6月29日 第5期                     | 8位  | VICL-63760/1 |              |
| くるりとチオビタ                            | 2014年12月17日 第5期 第7期〜第8期       | 65位 | VICL-64272   |              |
| くるりの20回転                              | 2016年9月14日 第1期〜第5期 第7期〜第8期 | 9位  | VICL-64632/4 | VIZL-1034    |
| thaw                                        | 2020年4月15日 第1期 第3期〜第8期        | 6位  | VICL-65396   |              |

##### 映画サウンドトラック
| タイトル                                           | 発売日              | 順位  | 規格品番   |
| -------------------------------------------------- | ------------------- | ----- | ---------- |
| オリジナル・サウンドトラック『ジョゼと虎と魚たち』 | 2003年11月5日 第3期 | 26位  | VICL-61220 |
| オリジナル・サウンドトラック『奇跡』               | 2011年11月9日 第5期 | 187位 | VICL-63809 |

##### トリビュート・アルバム
| タイトル         | 発売日         | 順位 | 規格品番 |
| ---------------- | -------------- | ---- | -------- |
| くるり鶏びゅ〜と | 2009年10月21日 | 8位  | BNCL-40  |

##### アナログ
- ファンデリア（1998年）
- ワンダーフォーゲル（2000年）
- TEAM ROCK（2001年）
- 図鑑（2001年）
- さよならストレンジャー（2001年）
- 赤い電車（2005年）
- ワールズエンド・スーパーノヴァ（2009年）
- ロックンロール・ハネムーン（2014年）
- There is(always light)/Liberty&Gravity（2014年）
- 琥珀色の街、上海蟹の朝（2016年、2021年再発売）
- 春を待つ/その線は水平線（2018年)
- 大阪万博（2020年)
- 天才の愛（2021年)
- thaw（2021年)
- 感覚は道標（2023年）

### 映像作品
| DVD                                                   | 発売日                   | 順位（総合） | 規格品番                                 | 規格品番            |
| DVD                                                   | 発売日                   | 順位（総合） | 通常盤                                   | 限定盤              |
| ----------------------------------------------------- | ------------------------ | ------------ | ---------------------------------------- | ------------------- |
| くるくる鮨                                            | 2004年7月21日 第1期〜4期 | 6位          | VIBL-176                                 |                     |
| くるくる節 〜Quruli Live Tour 2004 Documentary Film〜 | 2004年9月22日 第4期      | 17位         | VIBL-177                                 |                     |
| 横濱ウィンナー                                        | 2008年5月21日 第5期      | 15位         | VIZL-430                                 | VIZL-283            |
| 武道館ライブ                                          | 2011年8月24日 第5期      | 18位         | VIBL-615                                 |                     |
| THE RECORDING                                         | 2015年3月18日 第8期      |              | VIXL-146（Blu-ray） VIBL-759 （DVD）     |                     |
| THE PIER LIVE                                         | 2015年3月18日 第8期      |              | VIXL-147（Blu-ray） VIBL-761～76 （DVD） |                     |
| NOW AND 弦                                            | 2017年2月15日 第8期      |              |                                          |                     |
| くるくる横丁                                          | 2017年9月20日 第8期      |              |                                          | VIZL-1248 VIZL-1249 |
| 列島ライブ2019                                        | 2019年9月18日 第8期      |              | VIXL-276 VIBL-952～3                     |                     |
| QMV                                                   | 2020年9月23日 第8期      |              | VIXL-322 VIBL-997～8                     | VIZL-1795 VIZL-1796 |

### 参加作品
- 五月の海（2006年11月22日 第3期） オムニバスアルバム：『みやこ音楽』（トラック12）
PVも制作されている。後にオールタイムベスト『くるりの20回転』に収録。
- 石巻復興節（2012年3月12日　第7期）シングル：くるり
石川さゆりへの提供曲。セルフカバー音源をチャリティーCDとして、石巻市内店舗と通販にて発売。後にオールタイムベスト『くるりの20回転』に収録。

#### カヴァー
- どぉなっちゃってんだよ（2002年4月 第2期）トリビュートアルバム:どんなものでも君にかないやしない『岡村靖幸トリビュートアルバム』
- あやか市の動物園（2002年5月22日 第2期）トリビュートアルバム:『HAPPY END PARADE〜tribute to はっぴいえんど〜』
- Good-bye （2002年10月 第3期）トリビュートアルバム:『BEAT OFFENDERS 〜A TRIBUTE TO THE COLLECTORS』
- MURKY WATERS（2011年1月19日 第6期）トリビュートアルバム:『Re:TTLE　CREATURES』
- デーゲーム（2013年3月6日 第7期）トリビュートアルバム:『ユニコーン・カバーズ』

#### 別プロジェクトへの参加
- EMOTIONAL RESCUE（2003年3月12日）ローリング・ストーンズ トリビュートアルバム：『IT'S ONLY ROCK'N ROLL (BUT WE LIKE IT LOVE)』
ZAZEN BOYSが提供した楽曲に岸田が謎のボーカリストSEXY JOEとして参加。
- SING A SONG 〜NO MUSIC, NO LOVE LIFE〜（2004年11月23日）シングル：こっこちゃんとしげるくん
- 初花凛々（2005年5月25日）シングル：SINGER SONGER（別プロジェクト）
- ばらいろポップ（2005年6月29日）アルバム：SINGER SONGER（　　　〃　　　）
- ラヴぃ（2006年7月5日 第3期）シングル：リップスライムとくるり

#### 既出曲での参加・その他
- 雪印マーガリン「ネオソフト」CMソング（2000年）
- 東京（2012年3月7日）オムニバスアルバム：東京こんぴ
- ハイウェイ（2013年3月27日）オムニバスアルバム：TWO DAYS OFF
- かんがえのあるカンガルー（2016年） - 編曲 / NHK『みんなのうた』2016年2・3月新曲 [15]

### リミックス
- 広末涼子『RH Remix』（2001年8月29日） 大スキ!を岸田がリミックス。
- BACK DROP BOMB『REFIXX』（2002年5月22日） That's The Way We Uniteを佐藤と岸田が「NOISE McCARTNEY　from　QURULI」としてリミックス。

### 未音源化楽曲
- 「サモ・ハン・キンポー」（2000年頃、ライブにて演奏）
- 「夜汽車はいつも夢をのせて」 (2009年、京都音博にて石川さゆりを伴い初演。2011年、ライブにて演奏)
- 「METAL ZONE」 (2011年、ライブにて演奏)
- 「ウェイパー（味覇）」 (2011年、ライブにて演奏)
- 「タカタカソフト（替え歌）」 (2011年、ライブにて演奏)

## タイアップ一覧
| 使用年 | 曲名                           | タイアップ                                                                                        |
| ------ | ------------------------------ | ------------------------------------------------------------------------------------------------- |
| 1998年 | 東京                           | NHK-FM『ミュージック・スクエア』1998年10月・11月度エンディングテーマ                              |
| 1999年 | 虹                             | テレビ東京系『JAPAN COUNTDOWN』1999年2月度エンディングテーマ                                      |
| 1999年 | 虹                             | テレビ神奈川『ミュージックトマトJAPAN』テーマソング                                               |
| 1999年 | 青い空                         | テレビ朝日系『リングの魂』オープニングテーマ                                                      |
| 1999年 | 街                             | TBS系『リズムBaby』11月度エンディングテーマ                                                       |
| 2000年 | 春風                           | 出光興産 CMソング                                                                                 |
| 2001年 | リバー                         | TBS系『日立 世界・ふしぎ発見!』エンディングテーマ                                                 |
| 2002年 | ワールズエンド・スーパーノヴァ | 熊本朝日放送『カブリツキッ!』エンディングテーマ                                                   |
| 2002年 | 男の子と女の子                 | エフ・ジェイ都市開発「キャナルシティ博多 誕生祭」CMソング                                         |
| 2003年 | ハイウェイ                     | アスミック・エース配給映画『ジョゼと虎と魚たち』主題歌                                            |
| 2004年 | ハイウェイ                     | フジテレビONE TWO NEXT『みんなの鉄道』エンディングテーマ（2004年 - ）                             |
| 2004年 | ロックンロール                 | フジテレビONE TWO NEXT『みんなの鉄道』オープニングテーマ                                          |
| 2004年 | ばらの花                       | TBS系 日曜劇場『オレンジデイズ』挿入歌                                                            |
| 2004年 | 家出娘                         | ビターズ・エンド配給映画『リアリズムの宿』主題歌                                                  |
| 2005年 | Superstar                      | ミュージック・ドット・ジェイピー「music.jp」CMソング                                              |
| 2005年 | ロックンロール                 | パナソニック「F1 Dream Ideas 2005」CMソング                                                       |
| 2005年 | 赤い電車                       | 京浜急行「赤い電車 赤い二人篇」CMソング                                                           |
| 2005年 | Baby I Love You                | ミュージック・ドット・ジェイピー「music.jp」CMソング                                              |
| 2006年 | Baby I Love You                | 日本テレビ系『恋愛部活』挿入歌                                                                    |
| 2006年 | Juice                          | dwango「いろメロミックス」CMソング                                                                |
| 2006年 | ラヴぃ                         | dwango「いろメロミックスDX」CMソング                                                              |
| 2007年 | JUBILEE                        | 大鵬薬品工業「チオビタ・ドリンク」CMソング                                                        |
| 2007年 | JUBILEE                        | アーティスト公式サウンド CMソング                                                                 |
| 2007年 | ばらの花                       | エム・エフボックス配給映画『彩恋 SAI-REN』挿入歌                                                  |
| 2007年 | 言葉はさんかく こころは四角    | アスミック・エース配給映画『天然コケッコー』主題歌                                                |
| 2008年 | さよならリグレット             | ハウス食品「ジャワカレー」CMソング                                                                |
| 2008年 | pray                           | MUSIC ON! TV 10周年企画スペシャルドラマ『後楽園の母』主題歌                                       |
| 2009年 | 三日月                         | NHK総合 土曜時代劇『浪花の華〜緒方洪庵事件帳〜』主題歌                                            |
| 2009年 | 愉快なピーナッツ               | Apple「iPhone 3GS」CMソング                                                                       |
| 2009年 | 太陽のブルース                 | 大鵬薬品工業「チオビタ・ドリンク」CMソング                                                        |
| 2009年 | シャツを洗えば                 | GAP「GAP 40TH ANNIVERSARY HOLIDAY」キャンペーンソング                                             |
| 2010年 | シャツを洗えば                 | 大鵬薬品工業「チオビタ・ドリンク」CMソング                                                        |
| 2010年 | 東京                           | アスミック・エース配給映画『ソラニン』挿入歌                                                      |
| 2010年 | 魔法のじゅうたん               | 大鵬薬品工業「チオビタ・ドリンク」CMソング                                                        |
| 2010年 | ばらの花                       | テレビ東京系ドラマ24『モテキ』第9話モテ曲                                                         |
| 2010年 | 旅の途中                       | 大鵬薬品工業「チオビタ・ドリンク」CMソング                                                        |
| 2011年 | キャメル                       | アスミック・エース配給映画『まほろ駅前多田便利軒』主題歌                                          |
| 2011年 | 奇跡                           | ギャガ配給映画『奇跡』主題歌                                                                      |
| 2011年 | 奇跡                           | 大鵬薬品工業「チオビタ・ドリンク」CMソング                                                        |
| 2011年 | 最終列車                       | ギャガ配給映画『奇跡』挿入歌                                                                      |
| 2011年 | 東京                           | 東宝配給映画『モテキ』モテ曲                                                                      |
| 2011年 | Wonderful Life                 | 大鵬薬品工業「チオビタ・ドリンク」CMソング                                                        |
| 2012年 | my sunrise                     | サントリーフーズ「サントリー天然水」CMソング                                                      |
| 2012年 | o.A.o                          | 大鵬薬品工業「チオビタ・ドリンク」CMソング                                                        |
| 2012年 | everybody feels the same       | テレビ東京系『JAPAN COUNTDOWN』2012年8月度エンディングテーマ                                      |
| 2012年 | taurus                         | 大鵬薬品工業「チオビタ・ドリンク」CMソング                                                        |
| 2013年 | Remember me                    | NHK総合『ファミリーヒストリー』テーマソング                                                       |
| 2013年 | ロックンロール・ハネムーン     | 大鵬薬品工業「チオビタ・ドリンク」CMソング                                                        |
| 2013年 | loveless                       | 大鵬薬品工業「チオビタ・ドリンク」CMソング                                                        |
| 2014年 | There is (always light)        | 東京テアトル/リトルモア配給映画『まほろ駅前狂騒曲』主題歌                                         |
| 2015年 | Chamber Music from Desert      | NHK-FM『くるり電波』2015年度テーマソング                                                          |
| 2015年 | ふたつの世界 TV ver.           | NHK Eテレ アニメ『境界のRINNE』第1シリーズ後期エンディングテーマ（第14話 - 第25話）               |
| 2016年 | Radio Wave Rock                | NHK-FM『くるり電波』2016年度テーマソング                                                          |
| 2016年 | かんがえがあるカンガルー       | NHK『みんなのうた』2016年2月・3月度放送曲                                                         |
| 2017年 | 赤い電車                       | 毎日放送『ちちんぷいぷい』内コーナー『駅メロものがたり』オープニングテーマ（2017年 - 2021年）     |
| 2017年 | 特別な日                       | ジェイアール京都伊勢丹 20周年記念テーマソング                                                     |
| 2018年 | その線は水平線                 | NHK Eテレ『又吉直樹のヘウレーカ!』エンディングテーマ                                              |
| 2018年 | だいじなこと                   | 日本テレビ系 深夜アニメ『3D彼女 リアルガール』オープニングテーマ（第1話 - 第12話、第24話）        |
| 2018年 | 忘れないように                 | 「ツール・ド・東北2018」テーマソング                                                              |
| 2019年 | SAMPO                          | Netflix ストップモーションアニメ『リラックマとカオルさん』主題歌                                  |
| 2019年 | 琥珀色の街、上海蟹の朝         | テレビ東京系『有吉ぃぃeeeee!そうだ!今からお前んチでゲームしない?』6月度勝手にEDテーマ             |
| 2020年 | コトコトことでん               | 高松琴平電気鉄道 コラボ楽曲                                                                       |
| 2020年 | 赤い電車（ver.追憶の赤い電車） | 京浜急行 コラボ楽曲                                                                               |
| 2021年 | プラプラプラレール             | タカラトミー 鉄道玩具「プラレール」による架空の鉄道会社「プラレール鉄道」プロジェクトテーマソング |
| 2021年 | アナーキー・イン・ザ・ムジーク | TBS系『キングオブコント2021』オープニングテーマ                                                   |
| 2022年 | loveless                       | トヨタ自動車スポンサードプロジェクト「feat.CARS」コラボ楽曲                                       |
| 2022年 | 宝探し                         | 江北町町制施行70周年記念コラボ楽曲                                                                |
| 2022年 | ポケットの中                   | Netflix ストップモーションアニメ『リラックマと遊園地』主題歌                                      |
| 2022年 | 八月は僕の名前                 | Amazon Original連続ドラマ『モアザンワーズ/More Than Words』8話〜10話主題歌                        |
| 2023年 | 愛の太陽                       | Netflix 映画『ちひろさん』主題歌                                                                  |
| 2023年 | Smile                          | ヨーロッパ企画オリジナル長編映画第2弾『リバー、流れないでよ』主題歌                               |
| 2023年 | California coconuts            | 湖池屋「ピュアポテト」CMソング                                                                    |

### 上記以外のCM提供曲
- 雪印乳業「ネオソフト」CMソング（2000年）

## ヘビーローテーション/パワープレイ

### テレビ
| 放送年 | 曲名   | ヘビーローテーション/パワープレイ         |
| ------ | ------ | ----------------------------------------- |
| 1999年 | 青い空 | スペースシャワーTV 1999年8月度POWER PUSH! |

## テレビ出演
- 「tiny desk concerts JAPAN」（NHK総合／2024年10月28日）

## ラジオ出演
- 「α-IMAGE ARTIST PROGRAM FOUL 54」（α-STATION／毎週土曜／1999年1月 - 1999年3月）
- 「MUSIC FREAKS」（FM802／毎週日曜／1999年10月 - 2000年9月）※岸田1人でDJを担当。
- 「OH! MY RADIO」（J-WAVE／毎週金曜／2001年10月 - 2003年9月）
- 「TR2」（J-WAVE／毎週月曜／2003年10月 - 2005年3月）
- 『SCHOOL OF LOCK!』内「くるりLOCKS!」（JFN・TOKYO FM／毎週火曜 23:08 - 23:25／2008年3月4日 - 4月1日）
- 「ラ・くるり」（JFN／2011年1月 - 終了）
- 「くるり電波」（NHK-FM／2012年4月 - 2019年3月 ※月1回放送。）
- 「WHOLE LOVE 075」（α-STATION／毎週日曜 24:00 - 25:00／2013年4月7日 - 4月28日）
- 「FLAG RADIO」（α-STATION／毎週月曜 21:00 - 22:00／2015年4月6日 - ）

## 書籍
- くるり詩集（2010年5月22日、岩崎書店）
- くるりのこと（2016年9月16日、新潮社） ※ くるり+宇野維正 名義 [23]

## 主なライブツアー
| 開催日                   | タイトル                                                                                    | 備考                                                            |
| ------------------------ | ------------------------------------------------------------------------------------------- | --------------------------------------------------------------- |
| 1998年                   | 退屈退治 vol.3                                                                              |                                                                 |
| 1999年5月10日〜5月20日   | くるりライブツアー〜三日で激ヤセ 驚異のキノコパワー〜                                       |                                                                 |
| 1999年12月5日〜12月11日  | ワンマンライブツアー〜もうじき平成12年〜                                                    |                                                                 |
| 2000年11月7日〜11月17日  | The Dismemberment Plan カップリングツアー 〜百鬼夜行〜                                      |                                                                 |
| 2000年                   | 世田谷線旧型車輌を残そうキャンペーン                                                        |                                                                 |
| 2001年4月2日〜6月10日    | TEAM PARTY 2001 &TEAM PARTY 200,000,001                                                     |                                                                 |
| 2001年8月30日〜9月1日    | くるり PRESENTS 百鬼夜行2001                                                                |                                                                 |
| 2002年3月11日            | くるり プレミアムライブ in SAPPORO 〜おじいちゃんは屯田兵〜                                 | 札幌Bessie Hall                                                 |
| 2002年3月31日〜6月20日   | くるり ライブツアー2002 〜うんぽこどっこいしょ〜                                            |                                                                 |
| 2002年                   | QURULI アメリカ東海岸ツアー                                                                 |                                                                 |
| 2003年8月18日〜8月27日   | くるりサマーコンサート'03〜浴衣入場無料（ウソ）〜                                           |                                                                 |
| 2004年3月30日〜7月3日    | くるりワンマンライブツアー2004 〜安心しろ、秘孔ははずしてある〜                             |                                                                 |
| 2005年9月29日〜12月27日  | くるり ワンマンライブツアー2005 〜はぐれメタル純情派〜                                      |                                                                 |
| 2006年1月8日〜1月31日    | くるり ワンマンライブツアー2006 〜はぐれメタル魔人斬り〜                                    |                                                                 |
| 2006年                   | くるり対バンツアー2006 〜毎日が地蔵盆〜                                                     |                                                                 |
| 2006年9月19日〜10月4日   | くるり ワンマンライブツアー2006 ～まZEPPご飯!～                                             |                                                                 |
| 2007年7月15日〜12月12日  | くるり ホールツアー2007「ふれあいコンサート」                                               |                                                                 |
| 2008年5月21日〜8月27日   | くるり 対バンツアー2008 デラぜっぴん 〜混浴四重奏〜                                         | w/ELLEGARDEN/9mm Parabellum Bullet/MASS OF THE FERMENTING DREGS |
| 2009年6月6日〜7月17日    | くるりワンマンライブツアー2009〜敦煌(ドンファン)〜                                          |                                                                 |
| 2009年10月21日〜12月18日 | くるりワンマンライブツアー2009〜とろみを感じる生き方〜                                      |                                                                 |
| 2010年5月31日〜6月7日    | くるりライブ興行2010〜地獄の団体戦〜                                                        |                                                                 |
| 2011年1月7日〜3月12日    | くるり ニューアルバム発売記念ツアー〜言葉にならしまへん、笑顔を見しとくれやしまへんやろか〜 | w/ザ・ドクロズ/10-FEET                                          |
| 2011年1月16日〜1月19日   | SCHOOL OF LOCK! presents くるりと対バンライオット!3DAYS!                                    | w/ねごと/The SALOVERS/THE★米騒動                                |
| 2011年                   | 磔磔でgudaguda                                                                              |                                                                 |
| 2011年9月1日〜9月25日    | くるり×細野晴臣 東北ツアー                                                                  |                                                                 |
| 2011年11月7日〜12月8日   | くるりワンマンライブツアー2011〜湯気湯気帝国〜                                              |                                                                 |
| 2012年5月29日〜7月5日    | くるりワンマンライブツアー2012〜Clear Water Japones〜                                       |                                                                 |
| 2012年7月31日            | QURULI FREE LIVE at YOYOGI 2012〜everybody feels the same〜                                 |                                                                 |
| 2012年7月25日〜8月1日    | くるりファンクラブイベント2012                                                              |                                                                 |
| 2012年10月10日           | くるり×細野晴臣 東北ツアー 2012〜                                                           |                                                                 |
| 2012年11月1日〜11月29日  | くるりワンマンライブツアー2012〜国民の性欲が第一〜                                          |                                                                 |
| 2013年1月17日            | くるりワンマンライブツアー2012/13 特別公演 〜国民の成長が第一〜                             | w/ザ・サスペンダーズ / 高田漣 / 権藤知彦 / BOBO / 堀江博久      |
| 2013年4月25日            | くるりファンクラブイベント2013                                                              | 恵比寿LIQUIDROOM                                                |
| 2013年5月30日〜6月3日    | DISCOVERY Q [DISCOVERY SHIKO-Q]                                                             |                                                                 |
| 2013年6月17日〜6月26日   | DISCOVERY Q [DISCOVERY Q-SYU]                                                               |                                                                 |
| 2013年8月6日〜8月12日    | DISCOVERY Q [DISCOVERY QUANTO part 1]                                                       |                                                                 |
| 2013年11月1日〜11月12日  | 15th Anniversary くるり「Remember me」リリースツアー 〜モチを投げます〜                     |                                                                 |
| 2014年4月27日            | 磔磔40周年記念“たくたくで4040（よれよれ）”                                                  | 磔磔                                                            |
| 2014年5月19日〜5月23日   | DISCOVERY Q [DISCOVERY TOQAI]                                                               |                                                                 |
| 2014年5月28日〜6月16日   | DISCOVERY Q [DISCOVERY QUANTO part2]                                                        |                                                                 |
| 2014年7月24日〜8月1日    | DISCOVERY [CHUGO-Q]                                                                         |                                                                 |
| 2014年8月20日〜8月26日   | DISCOVERY [HOKURI-Q]                                                                        |                                                                 |
| 2014年10月5日〜10月7日   | DISCOVERY [HOQAIDO]                                                                         |                                                                 |
| 2014年10月9日〜10月16日  | DISCOVERY [TOHO-Q]                                                                          |                                                                 |
| 2014年10月18日〜10月21日 | くるりの東北ライブハウス大作戦2014                                                          |                                                                 |
| 2014年11月6日〜12月2日   | くるりワンマンライブツアー2014「金の玉、ふたつ」                                            |                                                                 |
| 2014年12月4日〜12月11日  | DISCOVERY [QINKI]                                                                           |                                                                 |
| 2015年1月18日            | DISCOVERY [OQUINAWA]                                                                        |                                                                 |
| 2015年4月17日〜4月28日   | 20th ANNIVERSARY 「NOW AND THEN」                                                           |                                                                 |
| 2015年6月18日            | オーストリア航空 presents くるりプライベートLIVE&TALK「ゲミュートリッヒな一夜」             |                                                                 |
| 2015年11月2日〜11月28日  | 20th ANNIVERSARY「NOW AND THEN vol.2」                                                      |                                                                 |
| 2016年5月7日〜5月31日    | 20th ANNIVERSARY「NOW AND THEN vol.3」                                                      |                                                                 |
| 2016年9月20日〜9月21日   | 20th ANNIVERSARY「NOW AND 弦」                                                              |                                                                 |
| 2017年2月15日〜2月28日   | 『くるりの20回転』リリース記念ツアー「チミの名は。」                                        |                                                                 |
| 2018年2月23日〜3月31日   | くるりライブツアー「線」                                                                    |                                                                 |
| 2018年5月2日〜5月21日    | くるり純情息子スペシャルイベント                                                            |                                                                 |
| 2018年10月8日〜10月9日   | くるりワンマンライブ2018                                                                    |                                                                 |
| 2019年5月11日〜5月24日   | くるり『songline』リリースツアー「列島 Zeppェリン」                                         |                                                                 |
| 2019年6月14日〜7月18日   | くるりライブハウスツアー「列島ウォ〜リャ〜Z」                                               |                                                                 |
| 2020年3月10日〜5月2日    | くるりライブツアー2020[特Q]                                                                 | ※中止                                                           |
| 2021年6月2日〜6月10日    | くるりライブツアー2021                                                                      |                                                                 |
| 2022年1月23日・2月11日   | くるり 結成25周年記念公演                                                                   |                                                                 |
| 2022年7月13日〜8月5日    | くるりライブツアー2022                                                                      |                                                                 |
| 2023年5月12日〜8月23日   | 『愛の太陽EP』発売記念ライブツアー2023                                                      |                                                                 |
| 2023年6月30日〜8月3日    | くるり『愛の太陽EP』発売記念ホールツアー2023                                                |                                                                 |
| 2025年1月24日〜3月2日    | [くるり ホールツアー2025 Quruli Voyage 〜くるりと弦楽四重奏〜                               |                                                                 |